# Tour de França de 1974
L'edició del Tour de França de 1974, 61a edició de la cursa francesa, es disputà entre el 27 de juny i el 21 de juliol de 1974, amb un recorregut de 4.098 km distribuïts en un pròleg i 22 etapes, 4 d'elles amb dos sectors.
Hi van prendre part 130 ciclistes repartits entre 13 equips de 10 corredors, dels quals 105 arribaren a París, destacant l'equip Molteni, que ho feu amb l'equip al complet.
Per primera vegada en la història del Tour la cursa disputarà una etapa a Anglaterra. La cursa també visitarà Catalunya, amb un final d'etapa a la Seu d'Urgell.
El vencedor final serà el belga Eddy Merckx, que d'aquesta manera aconseguirà el seu cinquè triomf, igualant Jacques Anquetil al capdavant del palmarès de la cursa.

## Resultats

### Classificació general
| Classificació General                  | Classificació General | Classificació General | Classificació General |
| -------------------------------------- | --------------------- | --------------------- | --------------------- |
| 1.                                     | Eddy Merckx           | Bèlgica               | 116h 16' 58"          |
| 2.                                     | Raymond Poulidor      | França                | + 8' 04"              |
| 3.                                     | Vicente López Carril  | Espanya               | + 8' 09"              |
| 4.                                     | Wladimiro Panizza     | Itàlia                | + 10' 59"             |
| 5.                                     | Gonzalo Aja           | Espanya               | + 11' 24"             |
| 6.                                     | Joaquim Agostinho     | Portugal              | + 14' 24"             |
| 7.                                     | Michel Pollentier     | França                | + 16' 34"             |
| 8.                                     | Mariano Martínez      | França                | + 18' 33"             |
| 9.                                     | Alain Santy           | França                | + 19' 55"             |
| 10.                                    | Herman van Springel   | Bèlgica               | + 24' 11"             |
| 130 participats, 105 acabaren la cursa |                       |                       |                       |

### Gran Premi de la Muntanya
| 1r | Domingo Perurena    | 161 pts |
| 2n | Eddy Merckx         | 118 pts |
| 3r | José Luis Abilleira | 109 pts |

### Classificació de la Regularitat
| 1r | Patrick Sercu | 283 pts |
| 2n | Eddy Merckx   | 270 pts |
| 3r | Barry Hoban   | 170 pts |

### Classificació per equips
| 1r | KAS |

### Altres classificacions
| Combinada     | Eddy Merckx |
| Metes Volants | Barry Hoban |
| Combativitat  | Eddy Merckx |

### Etapes
| Etapa   | Data         | Recorregut                           | km         | Guanyador                | Líder           |
| Pròleg  | 27 de juny   | Brest                                | 7,1 (CRI)  | Eddy Merckx              | Eddy Merckx     |
| 1a      | 28 de juny   | Brest - Saint-Pol-de-Léon            | 144        | Ercole Gualazzini        | Joseph Bruyère  |
| 2a      | 29 de juny   | Plymouth                             | 163,7      | Henk Poppe               | Joseph Bruyère  |
| 3a      | 30 de juny   | Morlaix - Sant-Maloù                 | 190        | Patrick Sercu            | Joseph Bruyère  |
| 4a      | 1 de juliol  | Sant-Maloù- Caen                     | 184,5      | Patrick Sercu            | Eddy Merckx     |
| 5a      | 2 de juliol  | Caen- Dieppe                         | 165        | Ronald de Witte          | Gerben Karstens |
| 6a (1)  | 3 de juliol  | Dieppe- Harelbeke                    | 239        | Jean-Luc Molinéris       | Patrick Sercu   |
| 6a (2)  | 3 de juliol  | Harelbeke- Harelbeke                 | 9 (CRE)    | Molteni                  | Gerben Karstens |
| 7a      | 4 de juliol  | Mons - Châlons-sur-Marne             | 221.5      | Eddy Merckx              | Eddy Merckx     |
| 8a (1)  | 5 de juliol  | Châlon-sur-Marne - Chaumont          | 136        | Cyrille Guimard          | Eddy Merckx     |
| 8a (2)  | 5 de juliol  | Chaumont - Besançon                  | 152        | Patrick Sercu            | Eddy Merckx     |
| 9a      | 6 de juliol  | Besançon - Gaillard                  | 241        | Eddy Merckx              | Eddy Merckx     |
| 10a     | 7 de juliol  | Gaillard - Aix-les-Bains             | 131,5      | Eddy Merckx              | Eddy Merckx     |
| 11a     | 8 de juliol  | Aix-les-Bains - Serre-Chevalier      | 199        | Vicente López Carril     | Eddy Merckx     |
| 12a     | 10 de juliol | Savines-le-Lac - Aurenja             | 231        | Jozef Spruyt             | Eddy Merckx     |
| 13a     | 11 de juliol | Avinyó - Montpeller                  | 126        | Barry Hoban              | Eddy Merckx     |
| 14a     | 12 de juliol | Lodeva - Colomiers                   | 248,5      | Jean-Pierre Genet        | Eddy Merckx     |
| 15a     | 13 de juliol | Colomiers - la Seu d'Urgell          | 225        | Eddy Merckx              | Eddy Merckx     |
| 16a     | 14 de juliol | la Seu d'Urgell - Pla d'Adet         | 209        | Raymond Poulidor         | Eddy Merckx     |
| 17a     | 15 de juliol | Saint-Lary-Soulan - Col du Tourmalet | 119        | Jean-Pierre Danguillaume | Eddy Merckx     |
| 18a     | 16 de juliol | Banhèras de Bigòrra - Pau            | 141,5      | Jean-Pierre Danguillaume | Eddy Merckx     |
| 19a (1) | 17 de juliol | Pau - Bordeus                        | 195,5      | Francis Campaner         | Eddy Merckx     |
| 19a (2) | 18 de juliol | Bordeus - Bordeus                    | 12,4 (CRI) | Eddy Merckx              | Eddy Merckx     |
| 20a     | 19 de juliol | Saint-Gilles-Croix-de-Vie - Nantes   | 117        | Gérard Vianen            | Eddy Merckx     |
| 21a (1) | 20 de juliol | Vouvray - Orleans                    | 112,5      | Eddy Merckx              | Eddy Merckx     |
| 21a (2) | 20 de juliol | Orleans - Orleans                    | 37.5 (CRI) | Michel Pollentier        | Eddy Merckx     |
| 22a     | 21 de juliol | Orleans - París                      | 146        | Eddy Merckx              | Eddy Merckx     |